# Henry Meynell Rheam

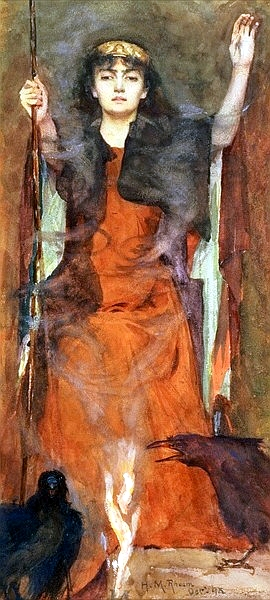
Czarodziejka, 1898

Henry Meynell Rheam (ur. 13 stycznia 1859 w Birkenhead (Merseyside), zm. w listopadzie 1920 w Penzance) – brytyjski malarz prerafaelita, luźno związany również z artystami z Newlyn School.
Studiował w Heatherley’s School of Art w Londynie, naukę kontynuował w Académie Julian w Paryżu i w Niemczech. Po zakończeniu nauki osiadł początkowo w Polperro, w 1900 ożenił się z Alice Elliott Rheam i zamieszkał z nią Boase Castle Lodge w Newlyn. Pod koniec życia przeniósł się do Penzance.
Henry Meynell Rheam malował początkowo sceny rodzajowe i portrety w stylu zbliżonym do postimpresjonizmu, później skoncentrował się na tematyce utrzymanej w duchu romantycznego symbolizmu i mistycyzmu, typowej dla prerafaelitów. Posługiwał się przede wszystkim akwarelą i tylko sporadycznie malował techniką olejną. Był członkiem Royal Institute of Painters in Water Colours.